# 2.42-omroep
Een 2.42-omroep was een genootschap met een kerkelijke of geestelijke grondslag dat volgens wetsartikel 2.42 van de Mediawet 2008 erkend werd als zendgemachtigde omroeporganisatie binnen het Nederlands publiek omroepbestel. De uitvoering van deze wet en uitgifte van licenties werd verzorgd door het Commissariaat voor de Media. Voorheen waren deze omroepen bekend als artikel 39f-omroepen, naar de oude Mediawet.
In totaal mochten de 2.42-omroepen, gefinancierd door de rijksoverheid, 351 uur televisie en 1057 uur radio per jaar maken. Een onder deze regeling vallende omroep die al sinds de jaren zestig van de 20e eeuw programma's op de publieke omroep verzorgde, waaronder uitzendingen van kerkdiensten, was de IKON.

## Wettekst
Artikel 2.42

1. Het Commissariaat kan eens in de vijf jaar kerkgenootschappen en genootschappen op geestelijke grondslag of rechtspersonen waarin twee of meer van deze genootschappen samenwerken, aanwijzen voor het verzorgen van media-aanbod op kerkelijk of geestelijk terrein voor de landelijke publieke mediadienst volgens de bepalingen van deze afdeling.

2. Voor aanwijzing komen slechts in aanmerking kerkgenootschappen en genootschappen op geestelijke grondslag die representatief geacht kunnen worden voor een in Nederland aanwezige kerkelijke of geestelijke hoofdstroming.

## Beëindiging
Het in november 2012 aangetreden kabinet-Rutte II besloot de financiering en de zendmachtiging van de 2.42-omroepen per 1 januari 2016 te staken. Dit betekende in principe het einde voor de betreffende omroepen. Sommigen echter hebben aansluiting gezocht bij bestaande publieke omroepen om zich van een vorm van voortbestaan te verzekeren. Zo vonden de IKON en de Joodse Omroep onderdak bij de Evangelische Omroep en ging HUMAN verder als aspirant-omroep.
Op 18 juni 2013 dienden enkele van de omroeporganisaties een brief in bij de Tweede Kamer om te laten vastleggen dat er voor hen na 2015 een gegarandeerd budget van 15 miljoen euro van de huidige 27 miljoen euro overblijft. Deze wens werd vervolgens verwoord in een motie van het CDA en de ChristenUnie. Op 2 juli dat jaar besloot staatssecretaris Dekker dat het budget 9 miljoen wordt, te besteden door de NPO.

## De 2.42-omroepen
- Boeddhistische Omroep Stichting (BOS)
- Humanistische Omroep (Human)
- Interkerkelijke Omroep Nederland (IKON)
- Joodse Omroep (JO)
- Nederlandse Islamitische Omroep (NIO) (opgeheven)
- Nederlandse Moslim Omroep (NMO) (opgeheven)
- Organisatie Hindoe Media (OHM)
- Rooms-katholiek Kerkgenootschap (RKK)
- Zendtijd voor Kerken (ZvK)